# Ernst Meister (Schriftsteller, 1911)
Ernst Meister (* 3. September 1911 in Haspe, heute Stadtteil von Hagen; † 15. Juni 1979 in Hagen) war ein deutscher Dichter und Schriftsteller.

## Leben
Ernst Meister besuchte die städtische Oberrealschule (zwischenzeitlich Reformrealgymnasium) in Haspe und legte dort sein Abitur im Jahr 1930 ab. Diese Schule, später in Ernst-Meister-Gymnasium umbenannt, ist heute die Gesamtschule Haspe.
In Marburg begann Meister 1930 auf Wunsch seines Vaters ein Studium der Theologie, wandte sich aber dann der Germanistik, Philosophie und Kunstgeschichte zu und studierte seit Ende 1931 in Berlin. Im Verlag der Marburger Flugblätter (Marburg) veröffentlichte er 1932 seinen ersten Gedichtband Ausstellung.
Nach der Machtergreifung der Nationalsozialisten musste sein Lehrer Karl Löwith ins Exil gehen, so dass Meister die Arbeit an seiner Dissertation nicht beenden konnte. Auch als Autor schrieb Meister von nun an, von drei kleineren Veröffentlichungen in der Frankfurter Zeitung abgesehen, für die Schublade.
Von 1939 bis 1960 war er offiziell als Gärtner in der Fabrik seines Vaters angestellt, arbeitete aber dort nur sporadisch und mit großen Unterbrechungen.
Meister nahm als Soldat am Zweiten Weltkrieg teil. Die vielfältigen, vor allem kriegsbedingten Erfahrungen verarbeitete er in lyrischen Beiträgen ebenso wie in Erzählungen, Hörspielen und Theaterstücken. Doch erst Anfang der 1950er Jahre begann Meister wieder, seine Texte zu veröffentlichen, zunächst bei Victor Otto Stomps in der Eremiten-Presse in Stierstadt. Dort erschienen die Bände Unterm schwarzen Schafspelz (1953), Dem Spiegelkabinett gegenüber (1954), Der Südwind sagte zu mir (1955) und Fermate (1957). Es folgten Zahlen und Figuren 1958, Die Formel und die Stätte 1960, Flut und Stein 1962 und Zeichen um Zeichen 1968. Dazwischen erschienen unter anderem die Erzählung Der Bluthänfling 1959 und das 1966 uraufgeführte Drama Ein Haus für meine Kinder. Das Spätwerk, das zugleich auch der Gipfelpunkt des Meisterschen Werkes ist, umfasst die Gedichtbände Es kam die Nachricht (1970), Sage vom Ganzen den Satz (1972), Im Zeitspalt (1976) und Wandloser Raum (1979). Die Zeitschrift Westfalenspiegel druckte zahlreiche seiner Texte ab und würdigte auch Meisters abstraktes bildnerisches Schaffen. 1956 war Meister am „Schmallenberger Dichterstreit“ beteiligt.
Für den Lyriker und Romanautor Nicolas Born spielte der zurückgezogen in Hagen lebende Dichter in den Jahren 1959–1962 eine wichtige Rolle, indem Meister Born zu ersten Veröffentlichungen und zu Kontakten in die Verlagsszene verhalf. Born wiederum sorgte als Mitglied der Jury des Petrarca-Preises Mitte der siebziger Jahre dafür, dass Meisters als hermetisch geltende, fast vergessene Lyrik in ihrer essenziellen Einfachheit und zeitlosen Qualität wiederentdeckt wurde. Andere jüngere Autoren, die Meisters Bedeutung in dieser Zeit erkannten und sich nachhaltig mit seinem Werk auseinandersetzten, waren Hans Bender, Peter Handke, Michael Krüger, Christoph Meckel, Oskar Pastior, Jan Wagner und Paul Wühr.

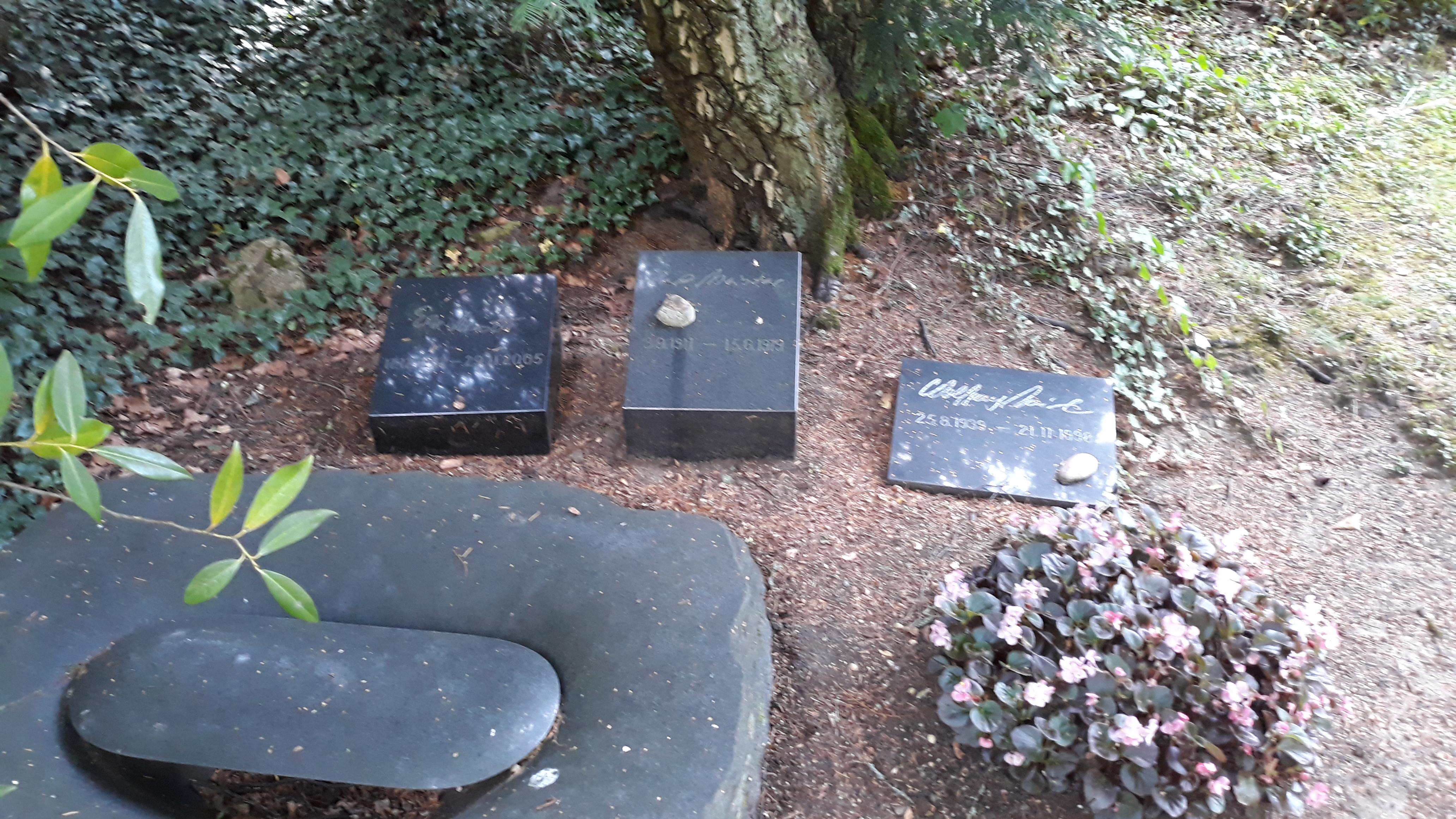
Familiengrab Ernst Meister auf dem Friedhof Delstern in Hagen

Hubertus Heiser schrieb über ihn in der Westfalenpost:

„Seine Dichtung war quasi eine intellektuelle Poesie in Form einer meditativen und gedanklich tief schürfenden Lyrik, die nach den Grundformen und Grundbedingungen menschlicher Existenz in der, wie Meister es sah, ‚kosmischen Preisgegebenheit‘ fragt.

Gleich funkelnden Kristallen blieben vor allem seine Gedichte die auch heute noch wahrgenommenen Schätze, über die der Schöpfer vor Vers-Beginn einmal sagte: ‚Ein Gedicht ist ein Ereignis, das durch sich selbst in der Direktheit seiner Existenz wirken muss‘.“

## Ehrungen
- Annette-von-Droste-Hülshoff-Preis (1957)
- Großer Kunstpreis des Landes Nordrhein-Westfalen (1963)
- Bundesverdienstkreuz 1. Klasse (17. September 1968)[3]
- Petrarca-Preis, mit Sarah Kirsch
- Rainer-Maria-Rilke-Preis für Lyrik (1978)
- Georg-Büchner-Preis (postum, 1979)
- Ernst-Meister-Gymnasium in Hagen-Haspe (1980)
- Ernst-Meister-Gesellschaft e. V. (Aachen, gegründet 1989, aufgelöst 2017)
- Neue Ernst-Meister-Gesellschaft e. V. (Hagen, gegründet 2018)
- Ernst-Meister-Preis der Stadt Hagen (seit 1981 unregelmäßig vergeben)

## Werke
Werkausgaben
Lyrik:
- Gedichte. Textkritische und kommentierte Ausgabe in 5 Bänden, hg. von Axel Gellhaus, Stephanie Jordans und Andreas Lohr, Göttingen, Wallstein Verlag 2011. ISBN 978-3-8353-0792-6.

In der Reihe Sämtliche Gedichte, hg. und jeweils mit einem Nachwort von Reinhard Kiefer, sind erschienen:
- Bd. 1: Ausstellung. Gedichte (1932, Reprint). Aachen, Rimbaud 1985. ISBN 3-89086-984-X.
- Bd. 2: Unterm schwarzen Schafspelz. Dem Spiegelkabinett gegenüber. Gedichte (1953 / 1954). Aachen, Rimbaud 1986. ISBN 3-89086-983-1.
- Bd. 3: Der Südwind sagte zu mir. Fermate. Gedichte (1955 / 1957). Aachen, Rimbaud 1986. ISBN 3-89086-982-3.
- Bd. 4: …und Ararat. Pythiusa. Lichtes Labyrinth. Gedichte (1956 / 1958 / 1959). Aachen, Rimbaud 1987. ISBN 3-89086-981-5.
- Bd. 5: Zahlen und Figuren. Gedichte (1958). Aachen, Rimbaud 1987. ISBN 3-89086-980-7.
- Bd. 6: Die Formel und die Stätte. Gedichte (1960). Aachen, Rimbaud 1987. ISBN 3-89086-979-3.
- Bd. 7: Flut und Stein. Gedichte (1962). Aachen, Rimbaud 1988. ISBN 3-89086-985-8.
- Bd. 8: Anderer Aufenthalt. Verstreut veröffentlichte Gedichte (1932–1964). Aachen, Rimbaud 1997. ISBN 3-89086-978-5.
- Bd. 9: Zeichen um Zeichen. Gedichte (1968). Aachen, Rimbaud 1999. ISBN 3-89086-977-7.
- Bd. 10: Es kam die Nachricht. Gedichte (1970). Aachen, Rimbaud 1990. ISBN 3-89086-976-9.
- Bd. 11: Sage vom Ganzen den Satz. Gedichte (1972). Aachen, Rimbaud 1996. ISBN 3-89086-975-0.
- Bd. 12: Im Zeitspalt. Gedichte (1976). Aachen, Rimbaud 1994. ISBN 3-89086-974-2.
- Bd. 13: Wandloser Raum. Gedichte (1979). Aachen, Rimbaud 1996. ISBN 3-89086-973-4.
- Bd. 14: Schatten. Verstreut veröffentlichte Gedichte (1964–1979). Aachen, Rimbaud 1998. ISBN 3-89086-972-6.
- Bd. 15: Gedichte aus dem Nachlaß. Aachen, Rimbaud 1999. ISBN 3-89086-971-8.
- Supplementband 1: Mitteilung für Freunde. Aachen, Rimbaud 2000. ISBN 3-89086-805-3.
- Supplementband 2: Aus dem Zeitlied eines Kindes. Gedichte. Aachen, Rimbaud 2007. ISBN 3-89086-757-X.

Prosa:
- Prosa 1931 – 1979. Hg. von Andreas Lohr-Jasperneite. Vorwort von Beda Allemann. Heidelberg, Lambert Schneider 1989. (= 60. Veröffentlichung der Deutschen Akademie für Sprache und Dichtung Darmstadt.) ISBN 3-89086-848-7.

Lesebuch:
- Ernst-Meister-Lesebuch. Zusammengestellt und mit einem Nachwort von Harald Hartung. Köln 2005 (= Nylands Kleine Westfälische Bibliothek. 9.) ISBN 3-936235-10-4 Ernst Meister bei lwl.org (Archivlink)

Hörspiele:
- Schieferfarbene Wasser. (Drei Hörspiele). Aachen, Rimbaud 1990. ISBN 3-89086-986-6.
- Apologie des Zweifels. (Drei Hörspiele). Aachen, Rimbaud 1994. ISBN 3-89086-987-4.
- Das Schloß. (Sieben Hörspiele). Aachen, Rimbaud 2008. ISBN 978-3-89086-968-1.

Medien:
- Ernst Meister... Versuch einer Annäherung. Eine Filmdokumentation aus dem Jahr 1979. Münster 2001 (= Westfalen in historischen Filmen.) (VHS-Cassette, 45 Min., WDR-Dokumentation aus dem Jahr 1979 von Brigitta Ashoff; Inhalt: E.M. liest Gedichte und Gespräche mit Hans Bender, Nicolas Born und Christoph Meckel)
- Fern liegt Eleusis. Ernst Meister liest eigene Gedichte. Bearb. v. Walter Gödden u. Reinhard Kiefer. Münster 2001 (= Tonzeugnissezur westfälischen Literatur. 2.) (Audio-CD, 54:34 Min.)

### Periodikum
- Ernst Meister Jahrbuch. 1-. 1991ff. (Jahrbuch der Ernst Meister Gesellschaft in Aachen, bislang 15 Bände, erschienen im Rimbaud-Verlag, Aachen.) ISBN 3-89086-951-3, ISBN 3-89086-953-X, ISBN 3-89086-817-7, ISBN 3-89086-814-2, ISBN 3-89086-832-0, ISBN 3-89086-755-3, ISBN 3-89086-743-X, ISBN 3-89086-703-0, ISBN 3-89086-647-6, ISBN 3-89086-601-8, ISBN 978-3-89086-532-4, ISBN 978-3-89086-473-0, ISBN 978-3-89086-412-9.

### Monographien und Aufsätze
- Bernhard Albers u. Reinhard Kiefer (Hrsg.): Ernst Meister 1911-1979. Leben und Werk in Texten, Bildern, Dokumenten. Aachen, Rimbaud 1991. ISBN 3-89086-950-5.
- Bernhard Albers: Ernst Meister. In: Ders.: Wir Außenseiter. 33 Jahre Rimbaud Verlag 1981–2014. Aachen, Rimbaud 2015, S. 167–175. ISBN 978-3-89086-416-7.
- Helmut Arntzen und Jürgen P. Wallmann (Hrsg.): Ernst Meister. Hommage, Überlegungen zum Werk, Texte aus dem Nachlass. Münster, Aschendorff 1985. ISBN 3-402-03945-1. 2. Aufl., ebd. 1987. ISBN 3-402-03945-1.
- Helmut Arntzen: Portrait Ernst Meisters. In: Horst Albert Glaser (Hg.): Deutsche Literatur zwischen 1945 und 1995. Eine Sozialgeschichte. Bern u. a., Haupt 1997 (= UTB. 1981), S. 609–620. ISBN 3-8252-1981-X.
- Helmut Arntzen (Hg.): Zweites Ernst Meister Kolloquium 1993 in Münster: Ernst Meister und die lyrische Tradition. Die Tagungsbeiträge. Aachen, Rimbaud 1996. (= Ernst Meister Studien. 4) ISBN 3-89086-859-2.
- Dieter Bänsch: Marburgischer Rückblick auf Ernst Meister. In: Jörg Jochen Berns (Hg.): Marburg-Bilder. Eine Ansichtssache. Zeugnisse aus fünf Jahrhunderten. Bd. 2. Marburg 1996 (= Marburger Stadtschriften zur Geschichte und Kultur. 53), S. 409–425.
- Theo Buck (Hg.): Erstes Ernst Meister Kolloquium 1991. Die Tagungsbeiträge. Aachen, Rimbaud 1993. (= Ernst Meister Studien. 2) ISBN 3-89086-952-1.
- Karin Herrmann: Poetologie des Erinnerns. Ernst Meisters lyrisches Spätwerk. Göttingen, Wallstein 2008. ISBN 978-3-8353-0257-0.
- Marc Houben u. Françoise Lartillot: Die Handbibliothek Ernst Meisters. Ein Verzeichnis. Aachen, Rimbaud 1995. (= Ernst Meister Studien. 3) ISBN 3-89086-810-X.
- Hans-Günther Huch: Sage vom Ganzen den Satz. Philosophie und Zeichensprache in der Lyrik Ernst Meisters. Würzburg, Königshausen & Neumann 1999. (= Epistemata. Literaturwissenschaft. 263) ISBN 3-8260-1635-1.
- Klaus Johann: Leib und Dichtung. Zu einer Gedichtsequenz Ernst Meisters. Aachen, Rimbaud 2000. (= Ernst Meister Studien. 6) ISBN 3-89086-754-5.
- Stephanie Jordans: Die 'Wahrheit der Bilder'. Zeit, Raum und Metapher bei Ernst Meister. Würzburg, Königshausen & Neumann 2009. (= Epistemata. Literaturwissenschaft. 661.) ISBN 978-3-8260-4005-4.
- Andreas Kautz: Mythos und Tod im lyrischen Werk Ernst Meisters. Aachen, Rimbaud 1998. (= Ernst Meister Studien. 5) ISBN 3-89086-830-4.
- Reinhard Kiefer: Text ohne Wörter. Die negative Theologie im lyrischen Werk Ernst Meisters. Aachen, Rimbaud 1992. (= Ernst Meister Studien. 1) ISBN 3-89086-916-5.
- Françoise Lartillot: Le lieu commun du moi. Identité poétique dans l’oeuvre d’Ernst Meister (1911–1979). Bern u. a., Lang 1998. (= Contacts. 3. Etudes et documents. 42) ISBN 3-906759-57-1.
- Ewout van der Knaap: Das Gespräch der Dichter. Ernst Meisters Hölderlin- und Celan-Lektüre. Frankfurt am Main u. a., Lang 1996. (= Forschungen zur Literatur- und Kulturgeschichte. 57) ISBN 3-631-30461-7.
- Beate Laudenberg: "Zärtliche Wissenschaft". Zur Lyrik Ernst Meisters. Köln, Weimar u. Wien, Böhlau 1996. (= Kölner germanistische Studien. 38) ISBN 3-412-07796-8.
- Andreas Lohr-Jasperneite: Meister, Ernst. In: Neue Deutsche Biographie (NDB). Band 16, Duncker & Humblot, Berlin 1990, ISBN 3-428-00197-4, S. 724 f. (Digitalisat).
- Jürgen Nelles: „Unsterblichkeit ist / das Nächstgewünschte“. Ernst Meisters Hörspiele. In: Ernst Meister: „Das Schloß“. (Sieben Hörspiele). Aachen, Rimbaud 2008, S. 103–164, ISBN 978-3-89086-968-1.
- Jürgen Nelles: Kunst und Künstler in Ernst Meisters „Gedanken eines Jahres“. In: Ernst Meister Jahrbuch 12. 2005–2009. Aachen, Rimbaud 2009, S. 51–68. ISBN 978-3-89086-532-4.
- Jürgen Nelles: Ernst Meisters ‚märchenhaftes‘ Hörspiel „Das Schloß“. In: Ernst Meister Jahrbuch 15. 2013/2014: Die Hörspiele. Interpretationen I. Hg. von Jürgen Nelles. Aachen, Rimbaud 2009, S. 7–22, ISBN 978-3-89086-412-9.
- Frank Nöllenburg: Zwiesprache oder Zwiespalt? Ernst Meister und Martin Heidegger. Aachen, Rimbaud 2004. (= Ernst Meister Studien. 7) ISBN 3-89086-662-X.
- Christian Soboth: Todes-Beschwörung. Untersuchungen zum lyrischen Werk Ernst Meisters. Frankfurt am Main u. a.: Lang 1989. (= Bochumer Schriften zur deutschen Literatur. 11) ISBN 3-631-40448-4.